# Experiencias Industriales
Experiencias Industriales S.A. (EISA) war ein staatlicher Rüstungsbetrieb in Aranjuez.

## Geschichte
Seit 1925 wurden in der staatlichen Werkzeug- und Maschinenfabrik EISA Zünder, Artilleriegeschosse und Geschützlafetten hergestellt.
Zusammen mit dem Instituto de Automática Industrial des spanischen Ministeriums für Erziehung und Wissenschaft CSIC konstruierte EISA den EISA-25, einen Roboter, welcher mit sieben Mikroprozessoren bestückt war und mit seinem Arm sehr komplexe Bewegungen vollführen konnte.
Das Radargerät Rasura wurde bei Experiencias Industriales entwickelt und von mehreren NATO-Ländern genutzt.
1977 veranstaltete EISA ein Seminar zu Waffenelektronik.
1993 ging EISA in Indra Sistemas auf.